# Тіреп'є
Тіреп'є́ (фр. Tirepied) — колишній муніципалітет у Франції, у регіоні Нормандія, департамент Манш. Населення — 782 осіб (2011).
Муніципалітет був розташований на відстані близько 7290 км на південний схід від Парижа, 7500 км на південний схід від Кана, 7540 км на південний схід від Сен-Ло.

## Історія
До 2015 року муніципалітет перебував у складі регіону Нижня Нормандія. Від 1 січня 2016 року належав до нового об'єднаного регіону Нормандія.
1 січня 2019 року Тіреп'є і Ла-Гоаньєр було об'єднано в новий муніципалітет Тіреп'є-сюр-Се.

## Демографія
Динаміка населення (INSEE ):
Розподіл населення за віком та статтю (2006):
| Стать | Всього | До 15 років | 15-24 | 25-44 | 45-64 | 65-85 | Понад 85 |
| --- | ------ | ----------- | ----- | ----- | ----- | ----- | -------- |
| Чоловіки | 380    | 72          | 40    | 100   | 104   | 52    | 12       |
| Жінки | 356    | 92          | 20    | 84    | 108   | 28    | 24       |
| \| Статево-вікова піраміда \| Статево-вікова піраміда \| Статево-вікова піраміда \| \| ----------------------- \| ----------------------- \| ----------------------- \| \| Чоловіки \| Вік \| Жінки \| \| 12 \| 85 + \| 24 \| \| 0 \| 80-84 \| 0 \| \| 0 \| 75-79 \| 4 \| \| 20 \| 70-74 \| 4 \| \| 32 \| 65-69 \| 20 \| \| 16 \| 60-64 \| 36 \| \| 44 \| 55-59 \| 16 \| \| 24 \| 50-54 \| 32 \| \| 20 \| 45-49 \| 24 \| \| 24 \| 40-44 \| 28 \| \| 40 \| 35-39 \| 16 \| \| 20 \| 30-34 \| 32 \| \| 16 \| 25-29 \| 8 \| \| 12 \| 20-24 \| 12 \| \| 28 \| 15-20 \| 8 \| \| 24 \| 10-14 \| 28 \| \| 32 \| 5-9 \| 48 \| \| 16 \| 0-4 \| 16 \| |        |             |       |       |       |       |          |
| Статево-вікова піраміда |        |             |       |       |       |       |          |
| Чоловіки | Вік    | Жінки       |       |       |       |       |          |
| 12 | 85 +   | 24          |       |       |       |       |          |
| 0 | 80-84  | 0           |       |       |       |       |          |
| 0 | 75-79  | 4           |       |       |       |       |          |
| 20 | 70-74  | 4           |       |       |       |       |          |
| 32 | 65-69  | 20          |       |       |       |       |          |
| 16 | 60-64  | 36          |       |       |       |       |          |
| 44 | 55-59  | 16          |       |       |       |       |          |
| 24 | 50-54  | 32          |       |       |       |       |          |
| 20 | 45-49  | 24          |       |       |       |       |          |
| 24 | 40-44  | 28          |       |       |       |       |          |
| 40 | 35-39  | 16          |       |       |       |       |          |
| 20 | 30-34  | 32          |       |       |       |       |          |
| 16 | 25-29  | 8           |       |       |       |       |          |
| 12 | 20-24  | 12          |       |       |       |       |          |
| 28 | 15-20  | 8           |       |       |       |       |          |
| 24 | 10-14  | 28          |       |       |       |       |          |
| 32 | 5-9    | 48          |       |       |       |       |          |
| 16 | 0-4    | 16          |       |       |       |       |          |

## Економіка
2010 року серед 475 осіб працездатного віку (15—64 років) 380 були активними, 95 — неактивними (показник активності 80,0%, у 1999 році було 74,4%). З 380 активних мешканців працювали 354 особи (186 чоловіків та 168 жінок), безробітними було 26 (11 чоловіків та 15 жінок). Серед 95 неактивних 30 осіб було учнями чи студентами, 51 — пенсіонерами, 14 були неактивними з інших причин.

У 2010 році в муніципалітеті числилось 304 оподатковані домогосподарства, у яких проживали 785,5 особи, медіана доходів виносила 16 339 євро на одного особоспоживача